# We Didn't Start the Fire
"We Didn't Start the Fire" là một bài hát của nghệ sĩ thu âm người Mỹ Billy Joel nằm trong album phòng thu thứ 11 của ông, Storm Front (1989). Nó được phát hành vào ngày 27 tháng 9 năm 1989 như là đĩa đơn đầu tiên trích từ album bởi CBS Records và Columbia Records. Bài hát được viết lời và sản xuất bởi Joel, bên cạnh sự tham gia đồng sản xuất từ thành viên của ban nhạc Foreigner là Mick Jones. Được lấy cảm hứng sau một đoạn hội thoại với Sean Lennon trong phòng thu, "We Didn't Start the Fire" là một bản new wave kết hợp với những yếu tố từ pop rock mang nội dung đề cập đến nhận thức về những sự kiện lịch sử mà Joel cảm thấy rằng thế hệ của ông không liên quan đến, trong đó bao gồm những cụm từ ám chỉ cho hơn 100 sự kiện từ năm sinh của nam ca sĩ 1949 đến năm 1989. Không giống như những tác phẩm trước đây của Joel, nó được viết lời bài hát trước khi lên ý tưởng cho giai điệu, dẫn đến phong cách được cho là tách biệt giữa nhạc và lời của bài hát.
Sau khi phát hành, "We Didn't Start the Fire" đa phần nhận được những phản ứng tích cực từ các nhà phê bình âm nhạc, trong đó họ đánh giá cao sự sáng tạo từ việc xâu chuỗi những sự kiện lịch sử trong nội dung cũng như quá trình sản xuất nó, đồng thời gọi đây là một điểm nhấn nổi bật từ Storm Front. Ngoài ra, bài hát còn gặt hái nhiều giải thưởng và đề cử tại những lễ trao giải lớn, bao gồm ba đề cử giải Grammy cho Thu âm của năm, Bài hát của năm và Trình diễn giọng pop nam xuất sắc nhất tại lễ trao giải thường niên lần thứ 32. "We Didn't Start the Fire" cũng tiếp nhận những thành công vượt trội về mặt thương mại, lọt vào top 10 ở hầu hết những quốc gia nó xuất hiện, bao gồm vươn đến top 5 ở nhiều thị trường lớn như Úc, Canada, Đức, Ireland và New Zealand. Thị trường duy nhất bài hát đạt vị trí số một là ở Hoa Kỳ, nơi nó đứng đầu bảng xếp hạng Billboard Hot 100 và trụ vững trong hai tuần liên tiếp, trở thành đĩa đơn quán quân thứ ba của Joel tại đây.
Video ca nhạc cho "We Didn't Start the Fire" được đạo diễn bởi Chris Blum, trong đó tập trung khai thác câu chuyện của một cặp vợ chồng mới cưới vào thập niên 1940 và một chuỗi những sự kiện trong cuộc sống gia đình của họ trong ở thập niên tiếp theo, bao gồm cả việc sinh con và sau đó họ trở thành ông bà, trước khi người cha của gia đình qua đời. Để quảng bá bài hát, nam ca sĩ đã trình diễn nó trên nhiều chương trình truyền hình và lễ trao giải lớn, bao gồm Late Night with David Letterman, Saturday Night Live và Top of the Pops, cũng như trong nhiều chuyến lưu diễn của ông. Kể từ khi phát hành, "We Didn't Start the Fire" đã xuất hiện trong nhiều tác phẩm điện ảnh và truyền hình, như Family Guy, The Office, Parks and Recreation, The Simpsons và Two and a Half Men, đồng thời nằm trong nhiều album tuyển tập trong sự nghiệp của Joel, bao gồm Souvenir: The Ultimate Collection (1990), The Essential Billy Joel (2001) và Piano Man: The Very Best of Billy Joel (2004) và The Hits (2010).

## Danh sách bài hát
Đĩa 7" tại châu Âu và Anh quốc
1. "We Didn't Start the Fire" – 4:29
2. "House Of Blue Light" – 4:25

Đĩa 12" tại châu Âu và Anh quốc
1. "We Didn't Start the Fire" – 4:29
2. "Just The Way You Are" – 3:27
3. "House Of Blue Light" – 4:25

## Xếp hạng
| Bảng xếp hạng (1989-90)               | Vị trí cao nhất |
| ------------------------------------- | --------------- |
| Úc (ARIA)                             | 2               |
| Áo (Ö3 Austria Top 40)                | 7               |
| Bỉ (Ultratop 50 Flanders)             | 6               |
| Canada (RPM)                          | 2               |
| Canada Adult Contemporary (RPM)       | 9               |
| Châu Âu (European Hot 100 Singles)    | 21              |
| Đức (Official German Charts)          | 4               |
| Ireland (IRMA)                        | 3               |
| Hà Lan (Dutch Top 40)                 | 11              |
| Hà Lan (Single Top 100)               | 11              |
| New Zealand (Recorded Music NZ)       | 5               |
| Anh Quốc (OCC)                        | 7               |
| Hoa Kỳ Billboard Hot 100              | 1               |
| Hoa Kỳ Adult Contemporary (Billboard) | 5               |
| Hoa Kỳ Mainstream Rock (Billboard)    | 6               |

| Bảng xếp hạng (1989)                 | Vị trí |
| ------------------------------------ | ------ |
| Australia (ARIA)                     | 37     |
| Belgium (Ultratop 50 Flanders)       | 65     |
| Canada (RPM)                         | 77     |
| Japan (Tokyo Hot 100)                | 22     |
| Netherlands (Dutch Top 40)           | 119    |
| UK Singles (Official Charts Company) | 53     |
| Bảng xếp hạng (1990)                 | Vị trí |
| Canada (RPM)                         | 50     |
| Germany (Official German Charts)     | 31     |
| Japan (Tokyo Hot 100)                | 94     |
| US Billboard Hot 100                 | 35     |

| Bảng xếp hạng        | Vị trí |
| -------------------- | ------ |
| US Billboard Hot 100 | 354    |

## Chứng nhận
| Quốc gia | Chứng nhận | Số đơn vị/doanh số chứng nhận |
| --- | ---------- | ----------------------------- |
| Úc (ARIA) | Bạch kim   | 70.000^                       |
| Canada (Music Canada) | Vàng       | 50.000^                       |
| Anh Quốc (BPI) | Bạc        | 200.000‡                      |
| Hoa Kỳ (RIAA) | Bạch kim   | 1.000.000‡                    |
| * Chứng nhận dựa theo doanh số tiêu thụ. ^ Chứng nhận dựa theo doanh số nhập hàng. ‡ Chứng nhận dựa theo doanh số tiêu thụ và phát trực tuyến. |            |                               |